# Gołaszewo (Koejavië-Pommeren)
Gołaszewo is een dorp in de Poolse woiwodschap Koejavië-Pommeren. De plaats maakt deel uit van de gemeente Kowal en telt 370 inwoners.